# チャールズ・モードント (第3代ピーターバラ伯)

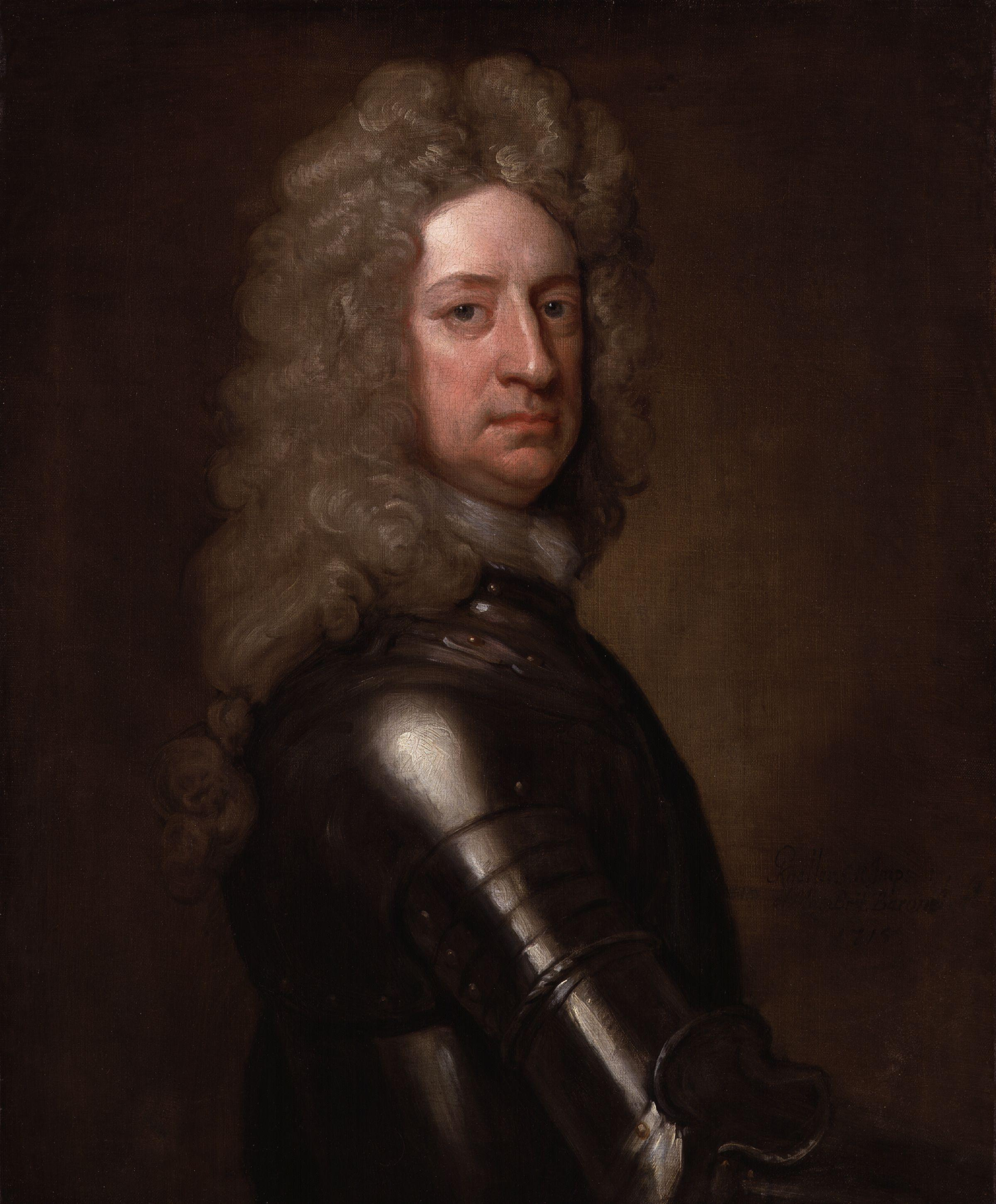
第3代ピーターバラ伯チャールズ・モードント

第3代ピーターバラ伯チャールズ・モードント（Charles Mordaunt, 3rd Earl of Peterborough, KG, PC, 1658年 - 1735年10月25日）は、イギリスの貴族、政治家、軍人。

## 生涯
1658年、モードント子爵ジョン・モードントの子として生まれた。1674年にオックスフォードのトンブリッジ学校に入学、海軍に入隊してジョン・ナーボロー率いる艦隊に乗り込み地中海で活動した。翌年に亡くなった父の爵位モードント子爵を継承した。
1686年、オランダに渡りオラニエ公ウィレム3世（後のウィリアム3世）を訪問、イングランド王ジェームズ2世打倒を進言した。慎重なウィレム3世はこの提案に乗らなかったが、1688年に名誉革命でウィレム3世が軍を引き連れてイングランドに渡った時にモードントも同行、翌1689年に恩賞としてモンマス伯爵に叙任、大蔵卿にも任命され、一躍政界の重要人物にのし上がった。しかし、同年に議会とウィリアム3世の政争に巻き込まれ大蔵卿を辞任した上、1696年にジャコバイトが計画したウィリアム3世暗殺未遂事件に連座して翌1697年1月に逮捕、ロンドン塔へ投獄された。3月30日に釈放され、6月19日に伯父のピーターバラ伯ヘンリー・モードントが息子のないまま亡くなったためピーターバラ伯位を継いだが、ウィリアム3世に再登用されることはなかった。
ウィリアム3世が亡くなり義妹のアンが即位すると政界に復帰、1702年に下院議員となりホイッグ党に入党、1705年にスペイン継承戦争におけるスペイン遠征の司令官に任命された。ピーターバラはジェームズ・スタンホープと共にイングランド・オランダ同盟軍を率いてバルセロナを落とし（第1次バルセロナ包囲戦）、同盟軍に擁立されたカール大公と共にカタルーニャ、バレンシアを中心としてフェリペ5世に対抗していった。しかし、翌1706年にバルセロナがスペイン・フランス連合軍に包囲されるとジブラルタルから救援に赴いたイングランド艦隊と合流してバルセロナ奪取を防いだが（第2次バルセロナ包囲戦）、艦隊に対してバルセロナよりバレンシアの上陸を主張したことが明らかになると周囲に不信感を持たれ、ポルトガルから進軍したゴールウェイ伯ヘンリー・デ・マシューがマドリードを陥落させるとカール大公と共にマドリードで合流したが、同盟軍の統率に失敗、マドリードをフェリペ5世に奪還されると勝手にイタリアへ向かった。
これらの行状が問題視され、1707年3月にイギリスから召還命令が出されスペインを出国したが、途中でドイツ・イタリアを遍歴して勝手気ままに同盟軍首脳と会談したり、自分の主張を吹聴して回るなど問題行動を取り続けた後に帰国した。議会ではホイッグ党から非難を受けたが、逆にトーリー党からは称賛され、ホイッグ党員にもかかわらずトーリー党と親交を結ぶようになっていった。1710年に総選挙でホイッグ党が敗れてトーリー党が与党の座に就くと英雄扱いを受けて1711年にウィーンへの使者として派遣、翌1712年に近衛騎兵隊長に任命され、1713年にはガーター勲章を受勲した。
だが、1714年にアン女王が死去、遠縁のジョージ1世が即位するとホイッグ党が巻き返しを図り、ジャコバイトの反乱と結びつけてトーリー党の中心人物を弾劾した。ピーターバラもトーリー党との繋がりから爵位を除く全ての官職を取り上げられ、政界への影響力を失った。晩年に息子も失い失意の内にリスボンで死去。孫で同名のチャールズが爵位を継承した。

## 子女
1678年、アレクサンダー・フレイザーの娘キャリー・フレイザー（? - 1709年）と結婚、3人の子を儲けた。
1. ヘンリエッタ（? - 1760年） - ゴードン公アレクサンダー・ゴードンと結婚
2. ジョン（1681年 - 1710年） - モードント子爵、父に先立って死去。チャールズ・モードントの父。
3. ヘンリー（? - 1710年）

1722年、アナスタシア・ロビンソン（1695年 - 1755年）と再婚したが、子供は無かった。